# Tonio Fenech
Tonio Fenech (* 5. Mai 1969 in Birkirkara) ist ein maltesischer Politiker der Nationalist Party und war bis 10. März 2013 Finanzminister.

## Biografie
Fenech ist der zweite Sohn des Rechtsanwalts Joe Fenech, der zwischen 1976 und 1996 Mitglied des Repräsentantenhauses war und von 1992 bis 1995 das Amt des Justizministers im dritten Kabinett Fenech Adami bekleidete. Nach der Schulausbildung am St. Aloysius' College in Birkirkara absolvierte er ein Studium an der University of Malta, das er mit einem Bachelor of Arts (Commerce) in Management sowie einem Bachelor of Commerce in Steuerberatung mit Auszeichnung abschloss. Im Anschluss trat er 1993 als Mitarbeiter in die Steuerberatungsgesellschaft Pricewaterhouse Malta ein, in der er zunächst fünf Jahre Angestellter in der Abteilung für Rechnungsprüfung und Wirtschaftsberatung tätig war. 1998 erfolgte dann seine Ernennung zum Handlungsbevollmächtigten für eine Reihe von Mandanten aus dem Tourismus-, Fabrikations- und Finanzdienstleistungssektor. Zuletzt war er Fellow des Instituts für Steuerberatung sowie zugleich Senior Management Consultant bei PricewaterhouseCoopers. In dieser Funktion leitete er eine Reihe von Beratungsverhandlungen, internen Kontrollberichten und Projektmanagementdienste für eine große Anzahl privater Industriebetriebe und im öffentlichen Sektor.
Neben seiner beruflichen Laufbahn begann Fenech im März 1997 seine politische Laufbahn, als er als Kandidat der Partit Nazzjonalista (Nationalist Party) bei den Kommunalwahlen zum Mitglied des Stadtrates seiner Geburtsstadt Birkirkara, der größten Gemeinde Maltas, gewählt wurde. Innerhalb der Nationalist Party wurde er im April 1998 Mitglied des Exekutivkomitees der Parteischule für Kommunalvertreter (Nationalist Party College of Councillors) sowie im April 1999 Generalsekretär dieser Schule. Im Oktober 1998 wurde er dann zum Bürgermeister von Birkirkara gewählt und bekleidete dieses Amt bis April 2003, als er nach seiner Wahl zum Abgeordneten des Repräsentantenhauses als Bürgermeister zurücktreten musste. Daneben war er zwischen Oktober 1998 und April 2003 Vorstandsmitglied der Wohnungsbaubehörde sowie von April 2001 bis April 2003 Mitglied der Kommission für die Einführung des E-Government.
Bei der Parlamentswahl 2003 wurde er dabei zum Vertreter des Wahlkreises 8 gewählt. Zugleich wurde er von Regierung als Beobachter beim Europäischen Parlament ernannt.
Nach dem Amtsantritt von Premierminister Lawrence Gonzi im März 2004 wurde er von diesem zum Parlamentarischen Staatssekretär im Finanzministerium in dessen erstem Kabinett ernannt und damit zum engsten Mitarbeiter von Gonzi, der dieses Amt zusätzlich bekleidete. In dieser Funktion hatte er maßgeblichen Einfluss auf den Beitritt Maltas in die Eurozone. Daneben hatte er Anteil an der Erfüllung der EU-Konvergenzkriterien von Maastricht sowie den erfolgreichen Abschluss der Verträge zum Bau des Mater Dei Hospitals in Msida, dem zukünftig größten Krankenhaus in Malta.
Bei der Parlamentswahl 2008 wurde er als Abgeordneter wiedergewählt. Nach den Parlamentswahlen in Malta 2008 wurde er am 12. März 2008 von Gonzi zu dessen Nachfolger als Minister für Finanzen, Wirtschaft und Investitionen berufen. Tonio Fenech war damit der jüngste Minister im zweiten Kabinett Gonzis. Aufgrund seiner Funktion war er auch Gouverneur der Europäischen Investitionsbank (EIB) für Malta. Während seines ersten Amtsjahres als Wirtschaftsminister gab es noch ein leichtes Wirtschaftswachstum. Als Finanzminister forderte er die Benennung der Verantwortlichen für die aktuelle globale Finanzkrise und würdigte er die Übereinkunft der Gruppe der zwanzig wichtigsten Industrie- und Schwellenländer (G 20) zu Finanzregulationen.

## Reden
- Public-Private Partnerships: Getting down to business, 16. Februar 2005
- Open-Day for recruitment of personnel in the i-gaming industry, 14. Juli 2006 (PDF-Datei; 15 kB)
- Public procurement work for innovation (PDF-Datei; 20 kB)
- Conference on Entrepreneurship in Education, 19. Mai 2009 (PDF-Datei; 69 kB)